# USS LST-632
O USS LST-632 foi um navio de guerra norte-americano da classe LST que operou durante a Segunda Guerra Mundial.